# Jindřich Kučera (lingvista)
Jindřich Kučera, v USA Henry Kucera (15. února 1925 Třebařov – 20. února 2010 Providence) byl český lingvista, průkopník korpusové lingvistiky a počítačového zpracování přirozeného jazyka, autor jednoho z prvních programů pro kontrolu pravopisu.

## Život
Únorové události roku 1948 ho přinutily opustit v dubnu Československo, kde studoval filozofii a lingvistiku na Karlově univerzitě v Praze. Po krátkém pobytu v okupovaném Německu, kde spolupracoval mj. s Pavlem Tigridem, využil nabídky na emigraci do USA a v roce 1949 na lodi USS General C. H. Muir odplul do New Yorku.
Po získání doktorátu na Harvardově univerzitě vyučoval nejprve dva roky na Floridské univerzitě v Gainesville, poté se roku 1954 vrátil na Harvard jako asistující profesor. Příštího roku získal místo na Brown University v Providence ve státě Rhode Island, kde byl v roce 1965 povýšen na profesora. Tam také strávil zbytek své pedagogické kariéry, až do odchodu do penze v roce 1990.
V letech 1963 a 1964 spolupracoval s W. Nelsonem Francisem na projektu Brown Corpus of Standard American English ("Brownský korpus standardní americké angličtiny"), známém pod označením Brown Corpus. Šlo o pečlivě sestavený výběr textů v soudobé americké angličtině z roku 1961, pocházejících z 1000 různých zdrojů a pokrývajících širokou škálu témat. Korpus se dočkal velmi širokého využití v počítačové lingvistice a po mnoho let byl jedním z nejvíce citovaných děl v tomto oboru. Kučera a Francis jej navíc podrobili mnoha počítačovým analýzám a výsledky vydali v publikacích Computational Analysis of Present-Day American English (1967) a Frequency Analysis of English Usage: Lexicon and Grammar (1982).
Kučera je také autorem jednoho z prvních programů pro kontrolu pravopisu, který napsal přes Vánoce roku 1981 v jazyce PL/I pro počítače VAX na objednávku Digital Equipment Corporation. Jeho další vývoj vyústil v program "International Correct Spell", který byl využíván textovými procesory jako byly Word Star či Microsoft Word.
Kromě titulu Ph.D. v lingvistice z Harvardovy univerzity byl Kučera také nositelem doktorátu z Karlovy univerzity v Praze a obdržel čestné doktoráty od Pembroke College v Providence, Bucknell University v Lewisburgu a od Masarykovy univerzity v Brně. Byl členem čestné akademické společnosti Phi Beta Kappa.
V roce 1968 byl v Československu na kongresu slavistů, po srpnové invazi musel ze země odjet.